# Mladost Zagreb (volley-ball masculin)
Pour les articles homonymes, voir Mladost.
Maillots
Le Mladost Zagreb est un club croate de volley-ball masculin, appartenant au club omnisports HAŠK Mladost de Zagreb. Cet article ne concerne que la section masculine ; pour la section féminine voir ici.

## Palmarès
| Compétitions nationales | Anciennes compétitions nationales | Compétitions internationales |
| --- | --- | ---------------------------- |
| - Championnat de Croatie (23) : - Vainqueur : 1992, 1993, 1994, 1995, 1996, 1997, 1998, 1999, 2000, 2001, 2002, 2003, 2006, 2007, 2008, 2010, 2011, 2018, 2019, 2021, 2022, 2023, 2024. - Coupe de Croatie (23) : - Vainqueur : 1993, 1994, 1995, 1996, 1997, 1998, 2000, 2001, 2002, 2003, 2004, 2005, 2006, 2008, 2009, 2013, 2014, 2015, 2016, 2019, 2020, 2022, 2024. - Supercoupe de Croatie (2) : - Vainqueur : 2016, 2017. | - Championnat de Yougoslavie : - Vainqueur : 1948, 1952, 1962, 1963, 1965, 1966, 1968, 1969, 1970, 1971, 1977, 1981, 1982, 1983, 1984, 1985, 1986. - Coupe de Yougoslavie : - Vainqueur : 1978, 1980, 1981, 1983, 1984, 1985, 1986, 1988. | - Néant                      |

## Joueurs et personnalités du club

### Entraîneurs
- 1955-1970 :  Bojan Stranić
- 1970-1973 : ?
- 1973-1976 :  Vladimir Janković
- 1976-1977 : ?
- 1977-1980 :  Vladimir Janković
- 1979-1983 :  Leszek Dorosz
- 1983-1994 : ?
- 1994-1996 :  Viktor Boldariev
- 1995-1997 :  Oļegs Antropovs
- 1997-1999 : ?
- 1999-2002 :  Igor Arbutina
- 2002-2003 :  Leonard Barić
- 2003-2005 : ?
- 2005-2006 :  Leonard Barić
- 2006-2007 :  Igor Simunčić
- 2007-2021 : ?
- 2021-2022 :  Emanuele Zanini
- 2021-2022 :  Radovan Gačič
- 2022- :  Ratko Peris